# Gilbert Fletcher
Gilbert Hungerford Fletcher (* 11. März 1911 in Paris; † 11. Januar 1992 in Houston, Texas) war ein US-amerikanischer Mediziner (Radiologie, Onkologie).
Gilbert Fletcher war der Sohn eines amerikanischen Vaters und einer französischen Mutter und hatte die US-amerikanische Staatsbürgerschaft. Er studierte in Paris und Belgien und wurde 1941 an der Universität Brüssel in Medizin promoviert. Neben Medizin hatte er Mathematik, Bauingenieurwesen, Physik und Alte Sprachen studiert. 1942 ging er nach New York, wo er zunächst Arzt im Praktikum in der Geburtshilfe war und danach eine Facharztausbildung in Radiologie am New York Hospital absolvierte. Von 1945 bis 1947 war er als Captain der US Army in Europa und war im folgenden Jahr in London (Fellowship am Royal Cancer Hospital), Stockholm (Radiumhemmet) und Paris (Curie Foundation). Ab 1948 war er am M.D. Anderson Hospital and Tumor Institute der University of Texas in Houston, wo er bis 1981 der Abteilung Strahlentherapie vorstand. Dort entwickelte er selbständig einen physikalisch begründeten Zugang zur Strahlentherapie und Protokolle für die Strahlentherapie bei verschiedenen Krebsarten (Dosis, Kombination mit chirurgischen Maßnahmen u. a.). Er setzte sich für eine niedrigdosierte Bestrahlung ein, um Metastasenbildung entgegenzuwirken, entwickelte Methoden, die Bestrahlung auf Tumorgewebe zu fokussieren, führte die erste Cobalt-60-Teletherapie in den USA durch und führte die Fletcher-Suit-Declos-Technik der gynäkologischen Brachytherapie ein. Er war auch ein Pionier in der Benutzung von Beschleunigern als Röntgenquellen (Linearbeschleuniger, 22 MeV Betatron) und für die Bestrahlung mit Elektronen und Neutronen (mit einem Hospital-eigenen Zyklotron).
Er veröffentlichte über 400 wissenschaftliche Aufsätze und ein weit verbreitetes Lehrbuch der Strahlentherapie. Er erhielt die Goldmedaillen der American Society of Therapeutic Radiology and Oncology, der Radiological Society of North America, der American Cancer Society und des American College of Radiology. 1975 wurde er Fellow des Royal College of Radiologists in London und war Ehrendoktor des Hahnemann Medical College in Philadelphia sowie der Universität Granada.

## Schriften
- Textbook of radiotherapy. Lea & Febige, Philadelphia 1966, 3. Auflage 1980. ISBN 0812106741.